# Nelly Moreno
Nelly Moreno Rojas (Bogotá, 21 de agosto de 1963) es una actriz colombiana de cine y televisión retirada y pastora evangélica. En los años 1990 decidió retirarse de la actuación e incursionó como representante de la cámara.

## Biografía
Nelly Moreno Rojas nació en Bogotá, el 21 de agosto de 1963. A los once años, su padre abandonó a su familia. Motivada por el deseo de ayudarles a su madre y sus 4 hermanos, entró de lleno en el mundo de la televisión. Durante el auge de las novelas de Jorge Barón Televisión, la actriz protagonizaba los melodramas del mediodía y actuaba en el incipiente cine nacional.

### Carrera
Protagonizó producciones como Paloma, Espumas, Escalona y Daniela, que recuerda con especial cariño pues el papel le exigía vestirse de hombre y lavar vidrios en un semáforo ante los transeúntes desprevenidos. En 1980, los televidentes la nombraron actriz revelación por sus papeles en las telenovelas Sur verde y El Viejo, y su consagración se completó en 1987, cuando recibió el Premio India Catalina a la mejor actriz principal por su papel en Las muertes ajenas, además, tuvo una carrera cinematográfica, actuando en largometrajes como El niño y el Papa, Tiempo de morir y Con su música a otra parte.
Fue una de las primeras actrices colombianas en desnudarse ante las cámaras, en la película Erotikón, un “thriller psico-sexual” donde Nelly interpretaba a una joven perturbada que había sido testigo del asesinato de sus padres. 
En lo máximo de su carrera, se casó con el principiante actor Mario Ferro y juntos experimentaron un despertar espiritual que los llevó a convertirse al cristianismo. Nelly entonces decidió incluir cláusulas en sus contratos actorales que fueran acordes con sus nuevos principios, como por ejemplo el no darse besos con sus parejas. Naturalmente, los productores de telenovelas esperaban que su heroína estuviera dispuesta a demostrarle afecto a su amado y por eso los papeles dejaron de llegar.
Ella se refugió entonces en su fe y en su iglesia. Durante un tiempo presentó el programa Revelaciones con Nelly Moreno, que documentaba el rescate de personas que estaban dedicadas al alcohol, la drogadicción, o se encontraban al borde del suicidio.
En 1998, se lanzó a la Cámara de Representantes con apoyo del Movimiento Independiente Fe de Esperanza, y obtuvo una curul con 29.000 votos. En 2002 se retiró de la política para dedicarse de lleno a la religión. Junto a su esposo y sus tres hijos fundó en Miami la iglesia cristiana Walking with Jesus Daily, en la que trabaja actualmente en función de la unidad familiar y la salud de los jóvenes.

## Filmografía
| Año  | Título                                  | Personaje          | Productora / Canal     | Notas          |
| ---- | --------------------------------------- | ------------------ | ---------------------- | -------------- |
| 1978 | Lejos del nido                          |                    | Caracol Televisión     | Reparto        |
| 1979 | Mujercitas                              | Sally              | NTC                    | Coprotagonista |
| 1979 | Kundry                                  |                    |                        | Reparto        |
| 1980 | Sur verde                               | Catalina           | Caracol Televisión     | Protagonista   |
| 1980 | El viejo                                |                    |                        | Protagonista   |
| 1980 | Las dos huerfanitas                     |                    | NTC                    | Protagonista   |
| 1980 | La cabaña del Tío Tom                   |                    |                        | Reparto        |
| 1982 | La mala hierba                          |                    | Caracol Televisión     | Reparto        |
| 1983 | El jorobado de Nuestra Señora de París  | Esmeralda          | Producciones PUNCH     | Protagonista   |
| 1983 | Flor de fango                           |                    | Caracol Televisión     | Reparto        |
| 1983 | El bazar de los idiotas                 |                    | Caracol Televisión     | Reparto        |
| 1984 | Extrañas llamadas                       |                    | RTI Televisión         | Protagonista   |
| 1984 | El faraón                               | Amelia Numas       | Caracol Televisión     | Coprotagonista |
| 1984 | El taita                                | Pastora            | RCN Televisión         | Protagonista   |
| 1985 | El refugio                              |                    | Producciones PUNCH     | Reparto        |
| 1986 | Amándote                                | Ángela Currea      | Producciones PUNCH     | Reparto        |
| 1987 | Las muertes ajenas                      | La Cachorra        | Producciones PUNCH     | Protagonista   |
| 1987 | El divino                               | Emperatriz Borja   | Caracol Televisión     | Reparto        |
| 1988 | Hojas al viento                         | Vicky Segovia      | Jorge Barón Televisión | Coprotagonista |
| 1989 | Garzas al amanecer                      |                    | RCN Televisión         | Reparto        |
| 1989 | Daniela                                 | Daniela            | Jorge Barón Televisión | Protagonista   |
|      | Atrapada                                | Pilar/María Camila | Jorge Barón Televisión | Protagonista   |
| 1990 | La inocente                             |                    |                        | Reparto        |
| 1990 | Herencia maldita                        |                    | RTI Televisión         | Reparto        |
| 1991 | Espumas (serie colombiana)              | Dolores            | RCN Televisión         | Reparto        |
| 1991 | Escalona                                | Paulina "Pau"      | Caracol Televisión     | Reparto        |
| 1992 | Bendita mentira (telenovela colombiana) | Juana Vargas       | Producciones PUNCH     | Protagonista   |
| 1993 | El último beso                          | Amalia Batista     | Caracol Televisión     | Protagonista   |
| 1994 | Paloma                                  | Paloma Santamaría  | Jorge Barón Televisión | Protagonista   |
| 1995 | La ley de la calle                      |                    | Jorge Barón Televisión | Protagonista   |
| 1998 | Amores como el nuestro                  |                    | Producciones PUNCH     | Reparto        |

| Año  | Título                     | Personaje       | Director            | Notas        |
| ---- | -------------------------- | --------------- | ------------------- | ------------ |
| 1981 | Erotikón                   | Donsey Roncalla | Ramiro Meléndez     | Protagonista |
| 1983 | Con su música a otra parte |                 | Camila Loboguerrero | Protagonista |
| 1984 | La fuerza del deseo        |                 |                     | Reparto      |
| 1985 | Tiempo de morir            | Prostituta      | Jorge Alí Triana    | Reparto      |
| 1986 | El niño y el Papa          | Martha Aureola  | Rodrigo Castaño     | Reparto      |

## Premios y nominaciones
| Año  | Premiación                                      | Categoría                | Producción                 | Resultado |
| ---- | ----------------------------------------------- | ------------------------ | -------------------------- | --------- |
| 1988 | Premios India Catalina (V Edición)              | Mejor actriz principal   | Las muertes ajenas         | Ganadora  |
| 1988 | Premios Simón Bolívar de Televisión (I Edición) | Mejor actriz protagónica | Las muertes ajenas         | Ganadora  |
| 1984 | Festival de Cine de Bogotá (I Edición)          | Mejor actriz             | Con su música a otra parte | Ganadora  |
| 1980 | Premio Especial del Público                     | Mejor actriz             | Sur verde, El viejo        | Ganadora  |